# Liste der Lieder von System of a Down

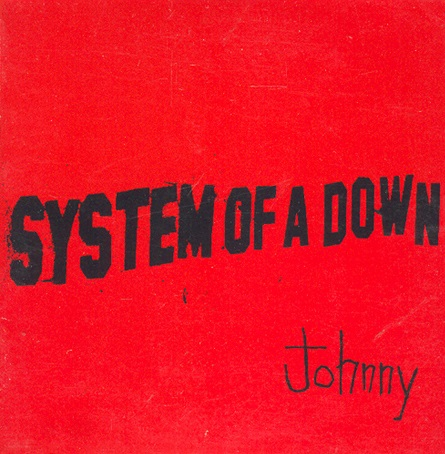
Cover der Promo-Single Johnny

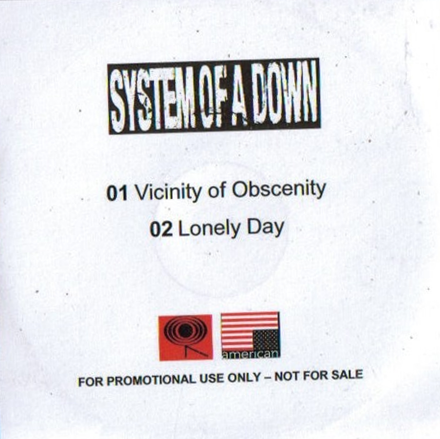
Cover der Promo-Single Vicinity of Obscenity

Dies ist eine Auflistung der Lieder, die von der US-amerikanischen Alternative-Metal-Band System of a Down komponiert wurden.

## Kompositionen

### #
| Titel | Text         | Musik   | Album             | Jahr |
| ----- | ------------ | ------- | ----------------- | ---- |
| 36    | Serj Tankian | Tankian | Steal This Album! | 2002 |

### A
| Titel                           | Text              | Musik                              | Album                   | Jahr |
| ------------------------------- | ----------------- | ---------------------------------- | ----------------------- | ---- |
| A.D.D. (American Dream Denial)  | Tankian           | Daron Malakian                     | Steal This Album!       | 2002 |
| Aerials                         | Tankian, Malakian | Malakian                           | Toxicity                | 2001 |
| Arto (feat. Arto Tunçboyacıyan) | Instrumentalstück | System of a Down und Tunçboyacıyan | Toxicity [Hidden Track] | 2001 |
| Attack                          | Tankian, Malakian | Malakian                           | Hypnotize               | 2005 |
| Atwa                            | Tankian, Malakian | Malakian                           | Toxicity                | 2001 |

### B
| Titel                         | Text              | Musik                    | Album             | Jahr |
| ----------------------------- | ----------------- | ------------------------ | ----------------- | ---- |
| Boom!                         | Tankian           | Malakian, Shavo Odadjian | Steal This Album! | 2002 |
| Bounce                        | Tankian           | Malakian, Odadjian       | Toxicity          | 2001 |
| Bubbles (feat. Tunçboyacıyan) | Tankian           | Malakian                 | Steal This Album! | 2002 |
| B.Y.O.B.                      | Tankian, Malakian | Malakian                 | Mezmerize         | 2005 |

### C
| Titel        | Text              | Musik    | Album             | Jahr |
| ------------ | ----------------- | -------- | ----------------- | ---- |
| Chic 'N' Stu | Tankian           | Malakian | Steal This Album! | 2002 |
| Chop Suey!   | Tankian, Malakian | Malakian | Toxicity          | 2001 |
| Cigaro       | Tankian, Malakian | Malakian | Mezmerize         | 2005 |
| CUBErt       | Tankian, Malakian | Malakian | System of a Down  | 1998 |

### D
| Titel      | Text              | Musik              | Album            | Jahr |
| ---------- | ----------------- | ------------------ | ---------------- | ---- |
| Darts      | Tankian           | Malakian           | System of a Down | 1998 |
| DDevil     | Tankian           | Malakian, Odadjian | System of a Down | 1998 |
| Deer Dance | Tankian, Malakian | Malakian           | Toxicity         | 2001 |
| Dreaming   | Tankian, Malakian | Malakian, Odadjian | Hypnotize        | 2005 |

### E
| Titel     | Text              | Musik             | Album             | Jahr |
| --------- | ----------------- | ----------------- | ----------------- | ---- |
| Ego Brain | Tankian, Malakian | Tankian, Malakian | Steal This Album! | 2002 |

### F
| Titel           | Text    | Musik             | Album             | Jahr |
| --------------- | ------- | ----------------- | ----------------- | ---- |
| Forest          | Tankian | Malakian          | Toxicity          | 2001 |
| Fuck The System | Tankian | Tankian, Malakian | Steal This Album! | 2002 |

### G
| Titel               | Text     | Musik    | Album | Jahr |
| ------------------- | -------- | -------- | ----- | ---- |
| Genocidal Humanoidz | Malakian | Malakian |       | 2020 |

### H
| Titel          | Text              | Musik    | Album             | Jahr |
| -------------- | ----------------- | -------- | ----------------- | ---- |
| Highway Song   | Tankian, Malakian | Malakian | Steal This Album! | 2002 |
| Holy Mountains | Tankian, Malakian | Malakian | Hypnotize         | 2005 |
| Hypnotize      | Tankian, Malakian | Malakian | Hypnotize         | 2005 |

### I
| Titel         | Text    | Musik                                      | Album             | Jahr |
| ------------- | ------- | ------------------------------------------ | ----------------- | ---- |
| I-E-A-I-A-I-O | Tankian | Tankian, Malakian, Odadjian, John Dolmayan | Steal This Album! | 2002 |
| Innervision   | Tankian | Tankian, Malakian                          | Steal This Album! | 2002 |

### J
| Titel     | Text    | Musik              | Album                      | Jahr |
| --------- | ------- | ------------------ | -------------------------- | ---- |
| Jet Pilot | Tankian | Malakian, Odadjian | Toxicity                   | 2001 |
| Johnny    | Tankian | Tankian            | Toxicity [Special Edition] | 2001 |

### K
| Titel            | Text     | Musik                                              | Album            | Jahr |
| ---------------- | -------- | -------------------------------------------------- | ---------------- | ---- |
| Kill Rock & Roll | Malakian | Malakian                                           | Hypnotize        | 2005 |
| Know             | Tankian  | Tankian, Malakian, Odadjian, Ontronik Khachaturian | System of a Down | 1998 |

### L
| Titel             | Text     | Musik    | Album     | Jahr |
| ----------------- | -------- | -------- | --------- | ---- |
| Lonely Day        | Malakian | Malakian | Hypnotize | 2005 |
| Lost in Hollywood | Malakian | Malakian | Mezmerize | 2005 |

### M
| Titel     | Text              | Musik                       | Album                            | Jahr |
| --------- | ----------------- | --------------------------- | -------------------------------- | ---- |
| Marmalade | Tankian           | Malakian                    | System of a Down [Japan Edition] | 1998 |
| Mind      | Tankian           | Tankian, Malakian, Odadjian | System of a Down                 | 1998 |
| Mr. Jack  | Tankian, Malakian | Malakian                    | Steal This Album!                | 2002 |

### N
| Titel   | Text              | Musik             | Album             | Jahr |
| ------- | ----------------- | ----------------- | ----------------- | ---- |
| Needles | Tankian, Malakian | Tankian, Malakian | Toxicity          | 2001 |
| Nüguns  | Tankian, Malakian | Malakian          | Steal This Album! | 2002 |

### O
| Titel                | Text     | Musik    | Album     | Jahr |
| -------------------- | -------- | -------- | --------- | ---- |
| Old School Hollywood | Malakian | Malakian | Mezmerize | 2005 |

### P
| Titel            | Text              | Musik    | Album             | Jahr |
| ---------------- | ----------------- | -------- | ----------------- | ---- |
| Peephole         | Tankian           | Malakian | System of a Down  | 1998 |
| Pictures         | Tankian, Malakian | Malakian | Steal This Album! | 2002 |
| P.L.U.C.K.       | Tankian           | Malakian | System of a Down  | 1998 |
| Prison Song      | Tankian, Malakian | Malakian | Toxicity          | 2001 |
| Protect the Land | Malakian          | Malakian |                   | 2020 |
| Psycho           | Tankian           | Malakian | Toxicity          | 2001 |

### Q
| Titel     | Text    | Musik             | Album     | Jahr |
| --------- | ------- | ----------------- | --------- | ---- |
| Question! | Tankian | Tankian, Malakian | Mezmerize | 2005 |

### R
| Titel       | Text              | Musik             | Album             | Jahr |
| ----------- | ----------------- | ----------------- | ----------------- | ---- |
| Radio/Video | Malakian          | Malakian          | Mezmerize         | 2005 |
| Revenga     | Tankian, Malakian | Malakian          | Mezmerize         | 2005 |
| Roulette    | Tankian           | Tankian, Malakian | Steal This Album! | 2002 |

### S
| Titel                         | Text              | Musik              | Album                            | Jahr |
| ----------------------------- | ----------------- | ------------------ | -------------------------------- | ---- |
| Sad Statue                    | Tankian, Malakian | Malakian           | Mezmerize                        | 2005 |
| Science (feat. Tunçboyacıyan) | Tankian           | Malakian           | Toxicity                         | 2001 |
| She's Like Heroin             | Malakian          | Malakian           | Hypnotize                        | 2005 |
| Shimmy                        | Tankian           | Tankian            | Toxicity                         | 2001 |
| Soil                          | Tankian           | Malakian           | System of a Down                 | 1998 |
| Soldier Side – Intro          | Malakian          | Malakian           | Mezmerize                        | 2005 |
| Soldier Side                  | Malakian          | Malakian           | Hypnotize                        | 2005 |
| Spiders                       | Tankian           | Malakian           | System of a Down                 | 1998 |
| Stealing Society              | Tankian, Malakian | Malakian           | Hypnotize                        | 2005 |
| Störaged                      | Tankian           | Malakian           | System of a Down [Japan Edition] | 1998 |
| Streamline                    | Tankian           | Malakian           | Steal This Album!                | 2002 |
| Sugar                         | Tankian           | Malakian, Odadjian | System of a Down                 | 1998 |
| Suggestions                   | Tankian           | Malakian           | System of a Down                 | 1998 |
| Suite-Pee                     | Tankian           | Malakian           | System of a Down                 | 1998 |

### T
| Titel                                            | Text              | Musik              | Album             | Jahr |
| ------------------------------------------------ | ----------------- | ------------------ | ----------------- | ---- |
| Tentative                                        | Tankian, Malakian | Malakian           | Hypnotize         | 2005 |
| Thetawaves                                       | Tankian, Malakian | Malakian           | Steal This Album! | 2002 |
| This Cocaine Makes Me Feel Like I'm on This Song | Tankian, Malakian | Malakian           | Mezmerize         | 2005 |
| Toxicity                                         | Tankian           | Malakian, Odadjian | Toxicity          | 2001 |

### U
| Titel | Text              | Musik              | Album     | Jahr |
| ----- | ----------------- | ------------------ | --------- | ---- |
| U-Fig | Tankian, Malakian | Malakian, Odadjian | Hypnotize | 2005 |

### V
| Titel                 | Text     | Musik             | Album     | Jahr |
| --------------------- | -------- | ----------------- | --------- | ---- |
| Vicinity of Obscenity | Tankian  | Tankian, Malakian | Hypnotize | 2005 |
| Violent Pornography   | Malakian | Malakian          | Mezmerize | 2005 |

### W
| Titel | Text    | Musik    | Album            | Jahr |
| ----- | ------- | -------- | ---------------- | ---- |
| War?  | Tankian | Malakian | System of a Down | 1998 |

### X
| Titel | Text    | Musik    | Album    | Jahr |
| ----- | ------- | -------- | -------- | ---- |
| X     | Tankian | Malakian | Toxicity | 2001 |

## Bekannte Demotapes
- DAM
- Honey
- Temper